# أوتوكاد
أوتوكاد (بالإنجليزية: AutoCAD)‏ هو برنامج للرسم وتصميم بمساعدة الحاسوب يدعم إنشاء الرسومات ثنائية وثلاثية الأبعاد. تم تطوير هذا البرنامج منذ عام 1982 كتطبيق للحواسب الشخصية، ومنذ عام 2010 أصبح متوفراً كتطبيق ويب يعمل خلال المتصفحات والهواتف الذكية يعتمد مبدأ التخزين السحابي تحت الاسم التجاري الحالي أوتوكاد 360 (AutoCAD 360).
برنامج أوتوكاد من تطوير وتسويق شركة أوتوديسك والتي أصدرت النسخة الأولى من أوتوكاد في كانون الأول/ديسمبر 1982 وذلك في العام التالي لشراء جون ووكر مؤسس أوتوديسك للنموذج الأول للبرنامج بمبلغ 10 ملايين دولار. يعد أوتوكاد منتج أوتوديسك الرائد، وقد أصبح منذ آذار/مارس 1986 برنامج التصميم الأكثر انتشارًا في العالم للحواسب الشخصية في حين كانت معظم برامج التصميم بمعونة الحاسب في تلك الفترة تعمل على الحواسب الضخمة.
يعتبر أوتوكاد برنامج تصميم ذو استخدام عام في العديد من المجالات، يستخدمه المهندسين من مختلف الاختصاصات لإنشاء الرسومات والتصاميم الهندسية ويستخدمه مديري المشاريع، بالإضافة إلى العديد من المهن والصناعات.
AutoCAD هو تصميم تجاري بمساعدة الحاسوب (CAD) وتطبيق برمجي للصياغة. تم تطويره وتسويقه بواسطة Autodesk تم إصدار AutoCAD لأول مرة في ديسمبر 1982 كتطبيق سطح مكتب يعمل على أجهزة كمبيوتر صغيرة مع وحدات تحكم رسومات داخلية. قبل تقديم AutoCAD، كانت معظم برامج CAD التجارية تعمل على أجهزة كمبيوتر كبيرة أو أجهزة كمبيوتر صغيرة، حيث يعمل كل مشغل CAD (مستخدم) في محطة رسومات منفصلة. AutoCAD متاح أيضًا كتطبيقات للجوّال والويب.
يستخدم AutoCAD في الصناعة، من قبل المهندسين المعماريين ومديري المشاريع والمهندسين ومصممي الجرافيك ومخططي المدن وغيرهم من المهنيين. تم دعمه من قبل 750 مركز تدريب في جميع أنحاء العالم في عام 1994.
تبلغ عدد أوامر الاتوكاد ما يقارب 400 أمر،قد تزيد أو تقل هذه الأوامر بنسبه طفيفه حسب كل إصدار يطلق لشركه Autodesk،توجد هذه الأوامر في قسمacad.pgp،علي القرص الصلب لجهاز الكمبيوتر.

## التاريخ
يعتبر برنامج إنتراكت (INTERACT) التطبيق الذي شكل نقطة البداية لتطوير برنامج أوتوكاد، وقد قام المخترع مايكل ريدل بكتابته في العام  1977 بلغة البرمجة إس بي إل (SPL) ليعمل على جهاز كمبيوتر لشركة مارين-شيب سيستمز (Marinchip Systems) وهذه الشركة كانت ملكاً للشريكين المؤسسين لشركة أوتوديسك جون ووكر ودريك دان، وكان برنامج إنتراكت أول برنامج تصميم بمعونة الحاسب صمم ليعمل على جهاز حاسب من النوع الصُغريّ (microcomputer) في ذلك الوقت والمتعارف عليه حالياً باسم الحاسب الشخصي، وذلك في زمن كانت فيه جميع برامج التصميم بمعونة الحاسب تعمل على ما كان يعرف باسم الحواسب الضخمة (Mainframe Computer) أو الصغيرة (minicomputer) (وكلاهما كان ضخماً وفقاً للمقاييس الحالية).
لاحقاً في عام 1981 قام جون ووكر ودريك دان مع عدد من الشركاء بالاجتماع والإتفاق على تأسيس شركة برمجيات باسم مارين سوفت-وير بارتنرز Marin Software Partners (عرفت فيما بعد باسم أوتوديسك)، قرر الشركاء المؤسسين إعادة برمجة برنامج إنتراكت من جديد بلغة البرمجة C لتلائم أجهزة آي بي إم الحديثة وتم تغيير اسم البرنامج إلى مايكروكاد MicroCAD وثم إلى الاسم الحالي أوتوكاد AutoCAD.
استخدمت الإصدارات الأولى لبرنامج الأوتوكاد بأدوات بدائية خاصة بالخطوط (Lines) أو اشكال متعددة الخطوط (polylines)، والدوائر (circles)، والأقواس (arcs)، والنص (text)، ولبناء أدوات أكثر تعقيدًا، تم دعم برنامج الأوتوكاد عبر واجهة برمجة التطبيقات (واجهة برمجة التطبيقات) للغة سي++ منذ منتصف تسعينات القرن الماضي.
إصدارت برنامج أوتوكاد الحديثة تتضمن مجموعة كاملة من النماذج المجسمة الأساسية (solid modeling) وأدوات للرسم ثلاثي الأبعاد (شكل ثلاثي الأبعاد tools). وفي الإصدار أوتوكاد 2007 أصبح إنتاج التصاميم ثلاثية الأبعاد عملية أسهل نتيجة عدد من التحسينات على بيئة الرسم ثلاثي الأبعاد. وتم تضمين محرك مينتال راي إلى أدوات التصيير (Rendering)، مما رفع كفاءة عملية التصيير في البرنامج. قدم إصدار الأوتوكاد 2010 وظيفة النمذجة مجسمات ثلاثية الأبعاد ذات تقسيم شبكي لأسطحها (Mesh Modeling)، وإنتاج رسومات تربط بين عناصرها علاقات بارامترية (parametric drawing).
أحدث إصدارات أوتوكاد هي أوتوكاد 2015. شكّل هذا الإصدار الإصدار الرئيسي التاسع والعشرين لأوتوكاد على نظام تشغيل ويندوز، وأوتوكاد 2014 شكل الإصدار الرابع على التوالي لأوتوكاد على نظام تشغيل ماك.

## تصميم البرنامج

### نسق الملفات وإصدارات البرنامج
النسق الأصلي لملف الأوتوكاد هو النسق .dwg وبدرجة أقل النسق dfx. الذي هو نسق ملف التبادل الخاص بالبرنامج مع برامج تصميم بمساعدة الحاسوب الأخرى.
| الاسم الرسمي        | النسخة | الإصدار | تاريخ الإصدار | ملاحظات |
| ------------------- | ------ | ------- | ------------- | --- |
| أوتوكاد الإصدار 1.0 | 1.0    | 1       | يناير 1982    | تم اعتماد نسق الملف DWG R1.0 |
| أوتوكاد الإصدار 1.2 | 1.2    | 2       | أبريل 1983    | تم اعتماد نسق الملف DWG R1.2. تم إضافة أدوات لتسهيل إضافة الأبعاد كخيار إضافي مدفوع |
| أوتوكاد الإصدار 1.3 | 1.3    | 3       | أغسطس 1983    | تم اعتماد نسق الملف DWG R1.3 |
| أوتوكاد الإصدار 1.4 | 1.4    | 4       | أكتوبر 1983   | تم اعتماد نسق الملف DWG R1.4 |
| أوتوكاد الإصدار 2.0 | 2.0    | 5       | أكتوبر 1984   | تم اعتماد نسق الملف DWG R2.05 |
| أوتوكاد الإصدار 2.1 | 2.1    | 6       | مايو 1985     | تم اعتماد نسق الملف DWG R2.1 |
| أوتوكاد الإصدار 2.5 | 2.5    | 7       | يونيو 1986    | تم اعتماد نسق الملف DWG R2.5 |
| أوتوكاد الإصدار 2.6 | 2.6    | 8       | أبريل 1987    | تم اعتماد نسق الملف DWG R2.6. آخر إصدار يعمل بدون math co-processor |
| أوتوكاد الإصدار 9   | 9.0    | 9       | سبتمبر 1987   | تم اعتماد نسق الملف DWG R9 |
| أوتوكاد الإصدار 10  | 10.0   | 10      | أكتوبر 1988   | تم اعتماد نسق الملف DWG R10 |
| أوتوكاد الإصدار 11  | 11.0   | 11      | أكتوبر 1990   | تم اعتماد نسق الملف DWG R11 |
| أوتوكاد الإصدار 12  | 12.0   | 12      | يونيو 1992    | تم اعتماد نسق الملف DWG R11/R12. آخر إصدار يدعم نظام التشغيل أبل ماكنتوش حتى عام 2010 |
| أوتوكاد الإصدار 13  | 13.0   | 13      | نوفمبر 1994   | تم اعتماد نسق الملف DWG R13. آخر إصدار لنظام التشغيل يونكس ونظام التشغيل دوس ونظام التشغيل ويندوز 3.11 |
| أوتوكاد الإصدار 14  | 14.0   | 14      | فبراير 1997   | تم اعتماد نسق الملف DWG R14 |
| أوتوكاد 2000        | 15.0   | 15      | مارس 1999     | تم اعتماد نسق الملف DWG 2000 |
| أوتوكاد 2000i       | 15.1   | 16      | يوليو 2000    | |
| أوتوكاد 2002        | 15.6   | 17      | يونيو 2001    | |
| أوتوكاد 2004        | 16.0   | 18      | مارس 2003     | تم اعتماد نسق الملف DWG 2004 |
| أوتوكاد 2005        | 16.1   | 19      | مارس 2004     | |
| أوتوكاد 2006        | 16.2   | 20      | مارس 2005     | تم إضافة الكتل الديناميكية (Dynamic Block) للبرنامج |
| أوتوكاد 2007        | 17.0   | 21      | مارس 2006     | تم اعتماد نسق الملف DWG 2007 |
| أوتوكاد 2008        | 17.1   | 22      | مارس 2007     | تم إضافة خاصية annotative التي تتيح التلائم التلقائي للعنصر مع مقياس الرسم المحدد. إمكانية تصدير واستيراد الملفات بهيئة DGN الخاصة ببرنامج مايكروستيشن MicroStation. إمكانية لربط الجداول ببرنامج إكسل 2003 / 2007 عن طريق DataExchange                                                                         |
| أوتوكاد 2009        | 17.2   | 23      | مارس 2008     | تم تغيير الشكل العام لأوتوكاد ليصبح شبيهاَ ببرنامج مايكروسوفت أوفيس 2007 بإستبدال شرائط الأيقونات بشريط واحد عريض (ribbon) يحوي كافة الأيقونات والأدوات اللازمة لعمليات الرسم والتحرير وغيرها في أوتوكاد. وتم إضافة ميزة Record Action تمكن غير المبرمجين من برمجة أحداث خاصة بهم لتشكل ما يدعى برمجياَ بالماكرو. |
| أوتوكاد 2010        | 18.0   | 24      | 24 مارس 2009  | تم اعتماد نسق الملف DWG 2010 |
| أوتوكاد 2011        | 18.1   | 25      | 25 مارس 2010  | تضمنت النسخة أدوات نمذجة السطوح (Surface Modeling)، وتحليل السطوح (Surface Analysis) للمساعدة في فهم التواصل بين السطوح المختلفة المؤسسة للشكل العام، وإمكانية شفافية للعناصر (Object Transparency). تم دعم نظام مايكروسوفت ويندوز 7. وإصدار نسخة أوتوكاد 2011 لنظام التشغيل ماكنتوش.                           |
| أوتوكاد 2012        | 18.2   | 26      | 22 مارس 2011  | تضمنت خاصية إنشاء المصفوفة المترابطة (Associative Array) والتوثيق النموذجي (Model Documentation). إمكانية تحرير ملفات نسق DGN. دعم أنواع خطوط أكثر تعقيداً في ملفات النسق DGN. |
| أوتوكاد 2013        | 19.0   | 27      | 27 مارس 2012  | تم اعتماد نسق الملف DWG 2013 |
| أوتوكاد 2014        | 19.1   | 28      | 26 مارس 2013  | (Live Maps) لربط التصميم عن طريق الاحداثيات بمجموعم من الخرائط. (File Tabs) للتعامل مع عدة ملفات مفتوحة عن طريق ألسن تبويب لتسهيل التبديل بين الملفات، دعم نظام مايكروسوفت ويندوز 8. خاصية Design feed |
| أوتوكاد 2015        | 20.0   | 29      | 27 مارس 2014  | خاصية التنعيم (anti-aliasing) لتقليل وتنعيم التكسرات في الخطوط (Lines)، دعم ويندوز 8.1 |
| أوتوكاد 2016        | 20.1   | 30      | 23 مارس 2015  | |
| أوتوكاد 2017        | 21.0   | 31      | 21 مارس 2016  | إستيراد رسومات pdf |
| اوتوكاد 2018        | 22.0   | 32      | 21 مارس 2017  | تم اعتماد نسق ملف DWG 2018 |
| اوتوكاد 2019        | 23.0   | 33      | 22 مارس 2018  | المقارنة وتوثيق الإختلافات بين ملفي DWG، نشر معاينات للتصاميم في متصفحات الانترنت، حفظ الرسومات من برنامج الاوتوكاد على الحاسب للعرض والتعديل على تطبيقات الأوتوكاد على الإنترنت والهواتف الذكية. |
| اوتوكاد 2020        | 23.1   | 34      | 28 مارس 2019  | |

### الإضافات
برنامج أوتوكاد يدعم عدة أدوات واجهة برمجة التطبيقات (API) لغرض التخصيص والأتمتة مثل أوتوليسب (AutoLISP)، فيجوال ليسب (Visual LISP)، فيجوال بيسك للتطبيقات (VBA)، إطار عمل دوت نت (.NET)، بالإضافة ObjectARX الذي هو عبارة عن مكتبة C++ يعتبر الأساس لتوسيع وظائف أوتوكاد لمجالات تخصصية وإضافة منتجات مثل أوتوكاد المعماري وأوتوكاد المدني وأوتوكاد الميكانيكي وإنتاج تطبيقات أوتوكاد من مصادر أخرى. كما يتوفر عدد كبير من إضافات الأوتوكاد (التطبيقات الإضافية) على متجر أوتوديسك للتطبيقات.

### اللغات
أوتوكاد 2014 وأوتوكاد LT 2014 يتوفر باللغات التالية: الإنكليزية، الألمانية، الفرنسية، الإيطالية، الإسبانية، اليابانية، الكورية، البرتغالية، البرازيلية، الصينية المبسطة، الصينية التقليدية، الروسية، التشيكية، البولندية والهنغارية.

## إصدارات تخصصية
طورت شركة أوتوديسك عدة إصدارات من الأوتوكاد محسنة بوظائف إضافية لتناسب تخصصات هندسية وعلمية معينة.
قائمة منتجات أوتوكاد التخصصية:
| الاسم الرسمي                 | ما يقابل اسم المنتج بالعربية                             | الوصف |
| ---------------------------- | -------------------------------------------------------- | --- |
| AutoCAD Architecture         | حزمة أوتوكاد للهندسة المعمارية                           | التصميم المعماري |
| AutoCAD Electrical           | حزمة أوتوكاد للهندسة الكهربائية                          | التصميم الكهربائي |
| AutoCAD Mechanical           | أوتوكاد للهندسة الميكانيكية                              | التصميم الميكانيكي                                                                                                   |
| AutoCAD Structural Detailing | أوتوكاد لرسم التفاصيل الإنشائية                          | برنامج للمهندسين الانشائيين لرسم التفاصيل وإعداد اللوحات الانشائية                                                   |
| AutoCAD Raster Design        | أوتوكاد للتعامل مع الصور النقطية                         | استخلاص وتحرير المعلومات من الخرائط والمخططات الهندسية الورقية المدخلة للحاسب بالمسح الضوئي ومن صور الأقمار الصناعية |
| AutoCAD Civil 3D             | حزمة أوتوكاد للهندسة المدنية                             | لتصميم وتوثيق استصلاح وتطوير الأراضي ومشاريع الطرق والمشاريع المائية                                                 |
| AutoCAD P&ID                 | أوتوكاد مخططات شبكات وتجهيزات الأنابيب                   | انشاء وتحرير وإدارة مخططات شبكات الأنابيب وتجهيزاتها.                                                                |
| AutoCAD Plant 3D             | حزمة أوتوكاد لتخطيط المصانع                              | برنامج لتخطيط المصانع بشكل مثالي                                                                                     |
| AutoCAD MEP                  | حزمة أوتوكاد لتصميم أعمال الميكانيك – الكهرباء - السباكة | تصميم وتوثيق تجهيزات المباني الفنية الكهربائية والميكانيكية وأعمال السباكة                                           |
| AutoCAD Map 3D               | أوتوكاد الخرائط – ثلاثي الابعاد                          | برنامج نظم معلومات جغرافية ورسم خرائط                                                                                |
| AutoCAD Design Suite         | أوتوكاد مجموعة التصميم                                   | تصميم ونمذجة ومحاكاة تصاميم هندسية بشكل ثلاثي الأبعاد                                                                |
| AutoCAD Utility Design       | أوتوكاد تصميم المرافق                                    | تصميم شبكات التوزيع الكهربائي والاتصالات للمرافق                                                                     |

## متفرقات

### أوتوكاد LT
أوتوكاد LT إصدار اقل سعراً من إصدار أوتوكاد العادي ولكن بميزات أقل صدرت النسخة الأولى منه في تشرين الثاني/ نوفمبر 1993، اصدرت شركة أوتوديسك هذا الإصدار لتتمكن من منافسة برمجيات التصميم بمعونة الحاسب منخفضة السعر. تم تسويق أوتوكاد LT بسعر 495 دولاراً ليكون أول منتج أوتوكاد يسوق بسعر أقل من 1000 دولار. كان بالإمكان شراؤها في محلات الكمبيوتر العادية با الإضافة للموزعين المعتمدين (على عكس النسخة الكاملة من أوتوكاد، والتي كانت تسوق حصراً من الموزعين المعتمدين لشركة أوتوديسك).
ابتداء من الصدار أوتوكاد LT 2011 ارتفع سعر المنتج إلى 1200 دولاراً. هنالك المئات من الاختلافات بين حزمة الأوتوكاد الكاملة وأوتوكاد LT ، ولكن الاختلافات الرئيسية يمكن ان تتلخص بالتالي:
- أوتوكاد LT مختص فقط بالتعامل مع الرسومات ثنائية الأبعاد، ويفتقر إلى امكانية التعامل مع النماذج ثلاثية الابعاد (رسم، تحرير، وحتى الطباعة).
- التخصيص: لا يدعم التخصيص بواسطة ادوات البرمجة الليسب (LISP) و VBA و ARX
- رخصة الشبكة: لا يمكن استخدامه على عدة اجهزة على الشبكة.

إصدار أوتوكاد LT 2015 قدم إمكانية الاشتراك المكتبي بمقدار 360$ سنوياً.

### أوتوكاد 360
سوق سابقاً تحت اسم أوتوكاد WS . أوتوكاد 360 تطبيق ويب يعمل خلال المتصفحات والهواتف الذكية يعتمد مبدأ التخزين السحابي، يمكن المستخدمين الحاصلين على حساب على الموقع من تصفح وتحرير ومشاركة ملفات الأوتوكاد من خلال اجهزة الهاتف الذكية ومتصفحات الويب وذلك باستخدام ادوات وخصائص أوتوكاد محدودة وباعتماد التخزين السحابي.

### نسخة الطالب
نسخة الطالب (student version) إصدار أوتوكاد بخصم كبير على أسعار التجزئة التجارية لتأهيل الطلبة والمعلمين، مع ترخيص لمدة 36 شهراً. نسخة الطالب متطابقة وظيفياً مع الإصدار الكامل باستثناء واحد: ملفات أوتوكاد ذات النسق DWG التي تنشئ أو تحرر بنسحة الطالب تعلّم برمجياً بشكل داخلي بانها لغايات تعليمة. وبالتالي عند إخراج وطباعة هذه الملفات على أي من نسخ الأوتوكاد (التجارية الكاملة أو نسخة الطالب) تحاط اللوحة المخرجة والمطبوعة بعلامة مائية من الجهات الأربع توضح أن العناصر انشئت بواسطة نسخة الطالب وليست للاستعمال التجاري. أيضاً في حال تم تحرير ملفات أوتوكاد من الاصدارات التجارية الكاملة بواسطة نسخة الطالب تعلم داخلياً بانها لغايات تعليمية.

## وصلات خارجية
- الموقع الرسمي
- أوتوكاد LT
- أوتوكاد 360